# Frognerseteren

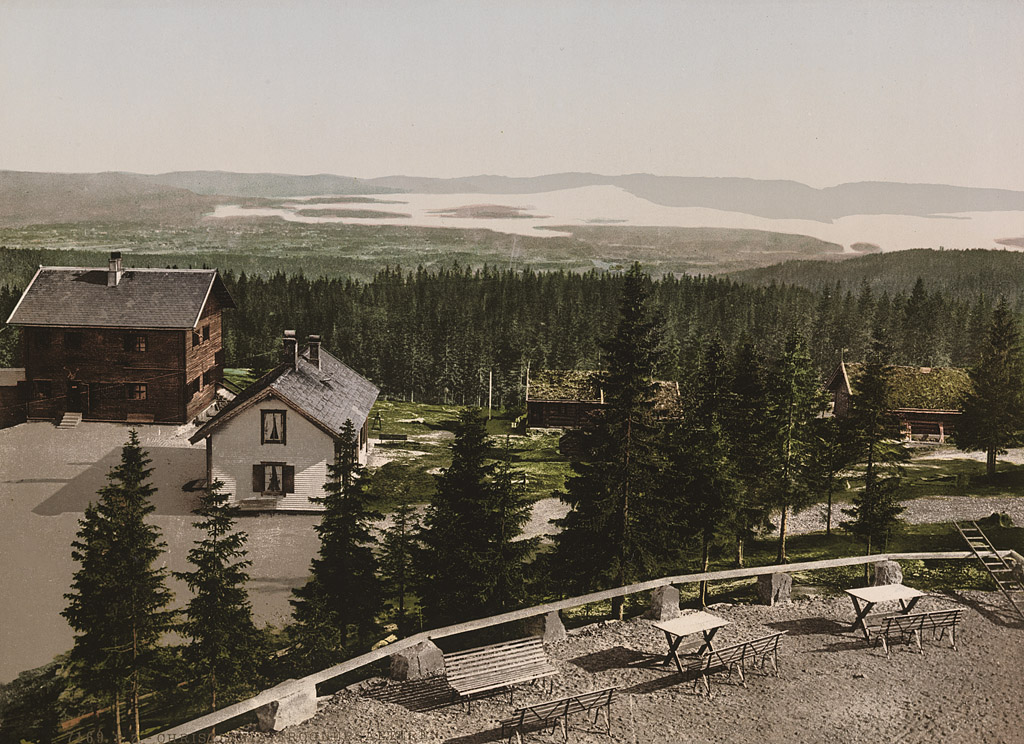
Die Umgebung von Frognerseteren um 1900.

Frognerseteren, auch bekannt als Frognersætra, ist ein Naherholungsgebiet und ein Wald in Nordmarka innerhalb der Stadt Oslo sowie ein beliebtes Wandergebiet und Ausflugsziel in Norwegen. In der Nähe liegt der Øvresetertjern-See. Das gleichnamige Restaurant Frognerseteren mit einem angeschlossenen Hotel befindet sich an den südlichen Hängen von Tryvannshøgda bei Holmenkollen, am Holmenkollveien. Der Holmenkollveien führt vom Sørkedalsveien im Osloer Stadtteil Vestre Aker zum Frognerseteren. Die Frognerseteren stasjon ist die Endhaltestelle der Holmenkollbanen. Das Gebiet war ursprünglich eine Alm, die bis 1848 zum Gut Frogner (Frogner Hovedgård) gehörte und zur ehemaligen Gemeinde Aker. Ein Teil des Waldes von Nordmarka war früher bekannt als die Wälder Trevollskogen und  Frognerseterskogen. 1891 wurde das Frognerseteren Restaurant eröffnet. Frognerseteren und Frognerseterskogen wurden 1889 an die Christiania Kommune verkauft und war der erste stadteigene Wald der heutigen Hauptstadt Oslo.

## Geschichte

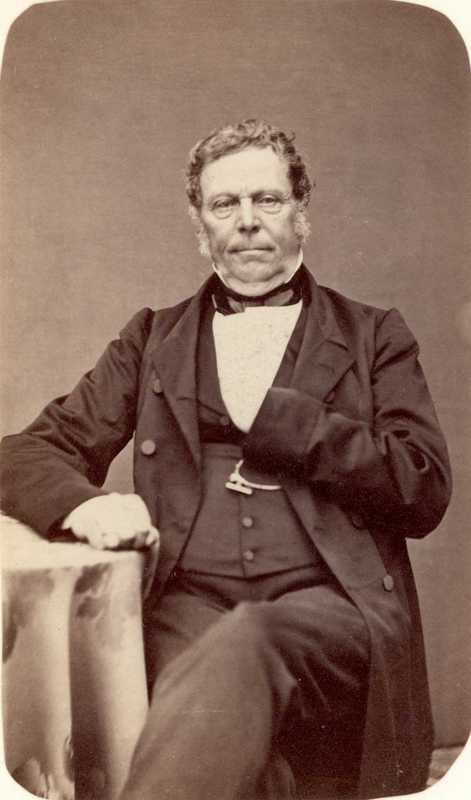
Der norwegische Grundbesitzer Benjamin Wegner trennte 1848 Frognerseteren vom Gut Frogner (Frogner Hovedgård) ab

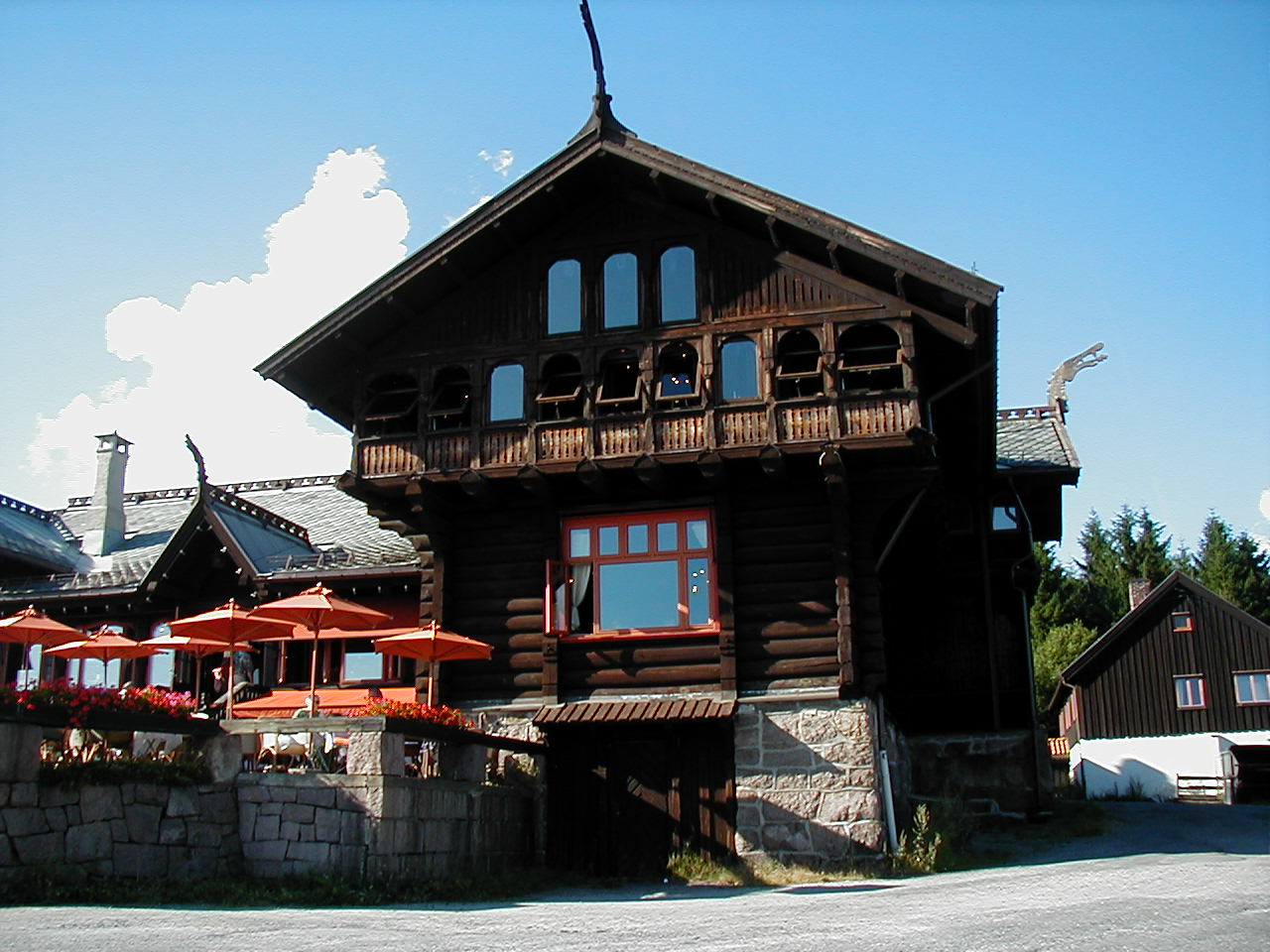
Das Restaurant Frognerseteren, 2002

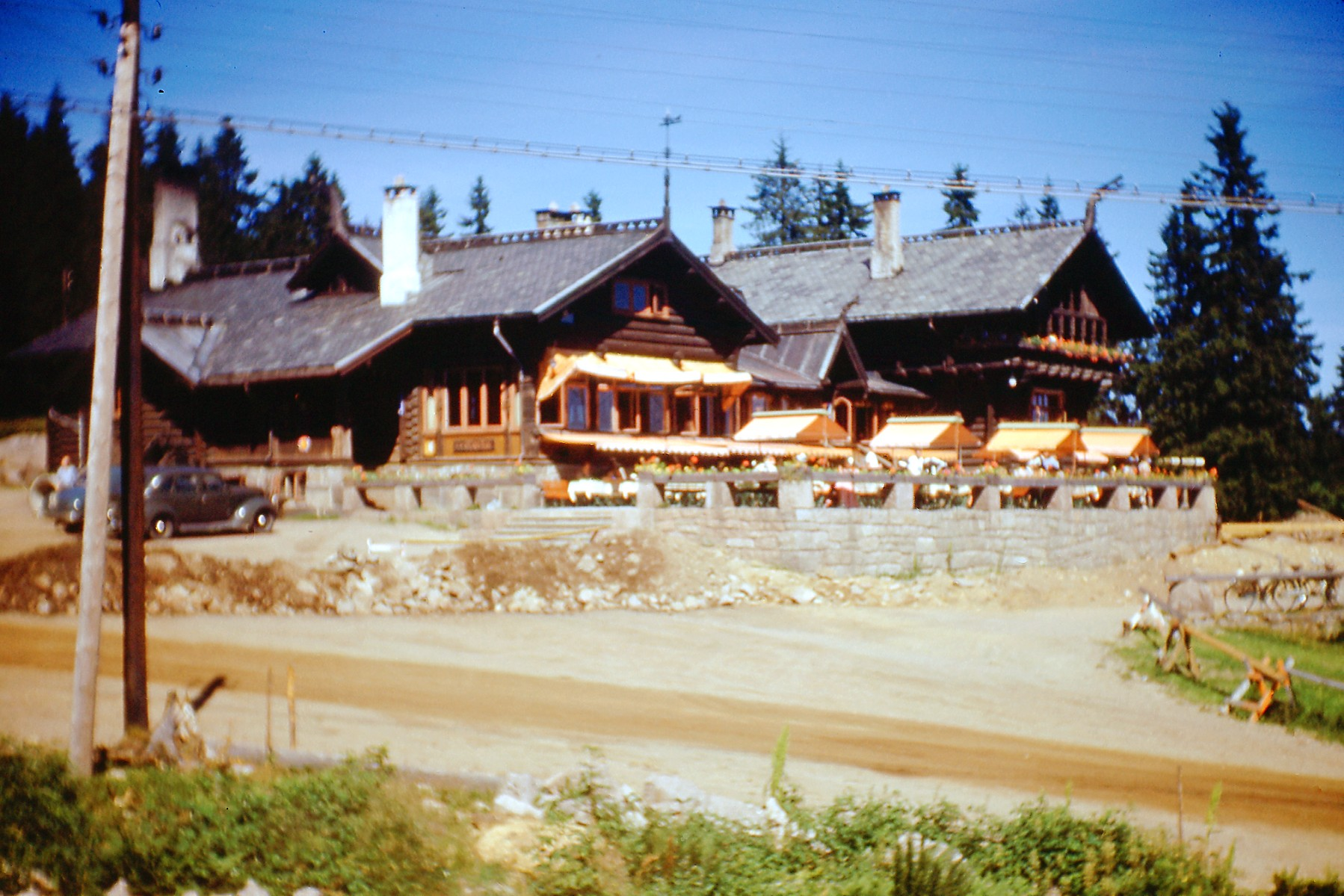
Frognerseteren um 1950

Frognerseteren und Frognerseterskogen (Frognerseteren-Wald) gehörten ursprünglich zum Gut Frogner (norwegisch Frogner Hovedgård, Frognerseteren leitet sich vom gleichen Namen ab). Die Besitzer des Gutes Frogner, des Waldes und des Sägewerks am Frognerbekken (Frognerfluss), besaßen mehrere Immobilien und Grundstücke in Nordmarka, sie waren erfolgreich im Holz-Geschäft tätig. Der Unternehmer und Grundbesitzer Benjamin Wegner verkaufte 1848 das Herrenhaus am Feldweg, behielt aber Frognerseteren und die Wälder. Wegners Erben verkauften 1864 Frognerseteren an den Bankier, Unternehmer und Natursportler Thomas Johannes Heftye.
Thomas Heftye ließ sich 1867 die Heftye-Villen (Heftye-villaen) von dem Architekten Herman Major Schirmer entwerfen. Diese Bauten waren die erste Hütten in Oslo und Vorläufer und Vorbild für weitere spätere entsprechende Bauten in norwegischen Wäldern und Bergen. Heftye legte auch neue Wege in dieses Gebiet an, damit die Stadtbewohner Frognerseteren und Nordmarka besser erreichen können. Er baute neben die "Villa" noch ein kleines Freiluftmuseum und andere Gebäude.
Heftyes Erben verkauften 1899 wiederum Frognerseteren an die Stadtkommune von Kristiania (Oslo). Die Kommune hatte sich bereits im vorhergehenden Jahr für die erweiterte Nutzung von Wäldern in Nordmarka eingesetzt, mit dem Ziel, das Gebiet für Ausflügler und Sporttreibende attraktiver zu gestalten. Zu diesem Zweck wurde auch die Gesellschaft Selskabet for Anlæggene paa Holmen- og Voxenkollen gegründet. Der Erwerb von Frognerseteren war ein weiterer Schritt und die erste Waldflur des heutigen Oslos.

## Frognerseteren Restaurant
Als erste Gebäude wurden 1891 das Hauptrestaurant Hovedrestauranten und 1896 die Sportshallen im Drachenstil nach Entwürfen und Plänen des Architekten Holm Munthe, der auch weitere Bauten in diesem Stil in der Hauptstadt projektierte, gebaut. Das Restaurant ist ein Holzhaus im rustikalen nationalromantischen Stil und ist mit Kaminen in mehreren Räumen ausgestattet. Die Speisekarte des Restaurants basiert auf traditioneller norwegischer Küche. Das Restaurant wurde 1909 umgebaut und erweitert.

## Holmenkollrennen
Frognerseteren war viele Jahre lang Start- und Ausgangspunkt für den 50 km Ski-Langlaufwettbewerb Holmenkollrennen (Holmenkollrennene) vom norwegischen Skiverband (Ski-Idrettens Fremme).

## Holmenkollbanen
Frognerseteren ist ein von der Bevölkerung gern genutzter Ausgangspunkt für Wanderungen und Ausflüge nach Nordmarka im Sommer wie Winter zur 1898 eröffneten Holmenkollbane (Holmenkoll-Bahn).